# 拉塔希
51°16′14″N 29°2′15″E / 51.27056°N 29.03750°E
拉塔希（烏克蘭語：Латаші），是烏克蘭北部的村莊，隸屬日托米爾州的科羅斯滕區。該村面積1.31平方公里，海拔高度137米，人口▼313，人口密度每平方公里242.75人。